# Alexandra Grey
Alexandra Caroline Grey (znana jako Lexie) to fikcyjna postać serialu Chirurdzy stacji ABC. Odgrywana jest przez Chyler Leigh, a stworzona przez Shondę Rhimes.

## Opis postaci
Ukończyła Harvard Medical School. Jest przyrodnią siostrą Meredith Grey, córką jej ojca, Thatchera Greya oraz jego drugiej żony, Susan Grey. Ma pamięć fotograficzną, przez co czasami nazywana jest Lexopedią. 

## Historia postaci
Jest w dobrych relacjach z ojcem. Jej matka Susan Grey zmarła z powodu czkawki. Na początku stażu w szpitalu jest nielubiana przez Meredith, lecz z czasem siostra łagodnieje i daje się jej poznać. Gdy rozpoczęła staż w Seattle Grace Hospital, przespała się z Alexem Karevem. Następnie zakochała się bez wzajemności w George’u i z nim zamieszkała. 
Po jakimś czasie, zaczęła się spotykać z Markiem Sloanem, wbrew woli swojej siostry i Dereka. Lexie zerwała z nim, w czasie pojawienia się córki Sloana, ponieważ Mark powiedział, że gdyby musiał wybrać, wybrałby córkę. Później zaczęła sypiać z Alexem Karevem, myśląc, iż nie zacznie nic do niego czuć. W ostatnich odcinkach jest miotana uczuciami między Markiem Sloanem, który zaproponował jej małżeństwo, a Alexem Karevem, który zgodził się by byli razem. W czasie napadu Gary’ego Clarka, Lexie, wspólnie ze Sloanem, opiekuje się rannym Alexem. W krytycznym momencie mówi Karevowi, że go kocha.
W siódmym sezonie Lexie cierpi na bezsenność spowodowaną traumą po wydarzeniach z finału 6. sezonu. Kiedy w końcu zasypia, śpi 50 godzin bez przerwy. Mark nadal usiłuje odzyskać Lexie, ta jednak przez długi czas pozostaje nieugięta. W końcu jednak daje się zaprosić na randkę i całuje się ze Sloanem. Ale gdy dowiaduje się, że Callie spodziewa się dziecka z Markiem, rozstaje się z nim. Zaczyna sypiać z Jacksonem Averym.
Próbuje stworzyć związek z Jacksonem, jednak cały czas pamięta o Marku. Avery, widząc jej niepewność, odchodzi aby dać jej przestrzeń. Od tego czasu Lexie stara się powiedzieć Markowi, że ten jest miłością jej życia. Decyduje się na to w odcinku 22. sezonu 8. Jednak w finale tego samego sezonu Lexie ginie w katastrofie samolotu. Przed śmiercią Mark wyznaje jej, że ją kocha i niedługo sam umiera na skutek obrażeń wewnętrznych.